# Breeja Larson
Breeja Larson (Mesa, 16 aprile 1992) è un'ex nuotatrice statunitense.

## Palmarès
- Giochi olimpici

Londra 2012: oro nella 4 × 100 m misti.
- Mondiali

Barcellona 2013: oro nella 4 × 100 m misti.
- Giochi PanPacifici

Gold Coast 2014: bronzo nei 100 m rana.

## International Swimming League
| Stagione 2019 | Stagione 2020   |
| ------------- | --------------- |
| NY Breakers   | Energy Standard |